# Primorska nogometna liga 1989./90.
Primorska nogometna liga je bila liga šestog stupnja nogometnog prvenstva Jugoslavije u sezoni 1989./90. 
 
Sudjelovalo je ukupno 13 klubova, a prvak je bio "Borac" iz Bakra. 

## Ljestvica
| mj. | klub                     | ut. | pob | ner (uk) | (ner 11m) | por | gol+ | gol- | bod |
| --- | ------------------------ | --- | --- | -------- | --------- | --- | ---- | ---- | --- |
| 1.  | Borac Bakar              | 23  | 18  | 2        | (0)       | 3   | 62   | 16   | 36  |
| 2.  | Lošinj (Mali Lošinj)     | 23  | 18  | 1        | (0)       | 4   | 50   | 22   | 36  |
| 3.  | Draga (Mošćenička Draga) | 23  | 14  | 4        | (3)       | 5   | 58   | 33   | 31  |
| 4.  | Vinodol Novi Vinodolski  | 23  | 13  | 3        | (3(       | 7   | 79   | 40   | 29  |
| 5.  | OŠK Brodokomerc Omišalj  | 23  | 9   | 6        | (3)       | 7   | 31   | 28   | 21  |
| 6.  | Zamet Rijeka             | 23  | 8   | 5        | (2)       | 10  | 42   | 43   | 18  |
| 7.  | Turbina Tribalj          | 20  | 5   | 6        | (6)       | 9   | 21   | 28   | 16  |
| 8.  | Jadranovo                | 23  | 7   | 5        | (2)       | 11  | 23   | 33   | 16  |
| 9.  | Bakarac                  | 20  | 7   | 4        | (1)       | 9   | 28   | 28   | 15  |
| 10. | Rikard Benčić Rijeka     | 22  | 7   | 5        | (1)       | 10  | 29   | 50   | 15  |
| 11. | Primorac Šmrika          | 22  | 4   | 3        | (2)       | 15  | 30   | 53   | 10  |
| 12. | Turnić Rijeka            | 22  | 4   | 1        | (0)       | 17  | 31   | 54   | 8   |
| 13. | Viševica Bribir          | 8   | 0   | 1        | (0)       | 7   | 3    | 69   | 0   |

- "Viševica Bribir – odustali tijekom sezone
- U slučaju neodlučenog rezultata su se izvodili jedanaesterci, nakon kojih bi pobjednik dobio 1 bod, a poraženi ne bi osvojio bod.
- ljesttvica bez pojedinih utakmica

## Rezultatska križaljka
| kratica | klub                     | BAK | BOR | DRA | JAD | LOŠ | OŠKB | PRI | RIKB | TURB | TURN | VIN | ZAM | VIŠ |
| --- | ------------------------ | --- | --- | --- | --- | --- | ---- | --- | ---- | ---- | ---- | --- | --- | --- |
| BAK | Bakarac                  |     |     |     |     |     |      |     |      |      |      |     |     |     |
| BOR | Borac Bakar              |     |     |     |     |     |      |     |      |      |      |     |     |     |
| DRA | Draga (Mošćenička Draga) |     |     |     |     |     |      |     |      |      |      |     |     |     |
| JAD | Jadranovo                |     |     |     |     |     |      |     |      |      |      |     |     |     |
| LOŠ | Lošinj (Mali Lošinj)     |     |     |     |     |     |      |     |      |      |      |     |     |     |
| OŠKB | OŠK Brodokomerc Omišalj  |     |     |     |     |     |      |     |      |      |      |     |     |     |
| PRI | Primorac Šmrika          |     |     |     |     |     |      |     |      |      |      |     |     |     |
| RIKB | Rikard Benčić Rijeka     |     |     |     |     |     |      |     |      |      |      |     |     |     |
| TURB | Turbina Tribalj          |     |     |     |     |     |      |     |      |      |      |     |     |     |
| TURN | Turnić Rijeka            |     |     |     |     |     |      |     |      |      |      |     |     |     |
| VIN | Vinodol Novi Vinodolski  |     |     |     |     |     |      |     |      |      |      |     |     |     |
| ZAM | Zamet Rijeka             |     |     |     |     |     |      |     |      |      |      |     |     |     |
| VIŠ | Viševica Bribir          |     |     |     |     |     |      |     |      |      |      |     |     |     |
| |                          |     |     |     |     |     |      |     |      |      |      |     |     |     |
| podebljan rezultat - utakmice od 1. do 13. kola (1. utakmica između klubova) rezultat normalne debljine - utakmice od 14. do 26. kola (2. utakmica između klubova) rezultat nakošen - nije vidljiv redoslijed odigravanja međusobnih utakmica iz dostupnih izvora rezultat nakošen i smanjen * - iz dostupnih izvora nije uočljiv domaćin susreta prekrižen rezultat - poništena ili brisana utakmica p - utakmica prekinuta 3:0 p.f. / 0:3 p.f. - rezultat 3:0 bez borbe (_:_ 11 m) - rezultat u raspucavanju jedanaesteraca u slučaju neriješenog rezultata |                          |     |     |     |     |     |      |     |      |      |      |     |     |     |

 Izvori: 